# Dzierzby
Dzierzby, dzierzbowate (Laniidae) – monotypowa rodzina ptaków z podrzędu śpiewających (Oscines) w obrębie rzędu wróblowych (Passeriformes), obejmująca ponad 30 gatunków.

## Zasięg występowania
Występują głównie w Eurazji i Afryce, jeden gatunek zamieszkuje także Nową Gwineę, a dwa gatunki spotykane są w Ameryce Północnej. Nie ma żadnych przedstawicieli tej rodziny w Ameryce Południowej i Australii.

## Charakterystyka
Długość ciała 17–31 cm; masa ciała 14,5–100 g
Dzierzby polują na owady, gady i inne drobne kręgowce, w tym ssaki. Ich szczególną cechą jest zwyczaj nabijania swoich ofiar na cierń lub ostrą gałąź. Takie unieruchomienie ofiary ułatwia jej pokawałkowanie na łatwiejsze do spożycia fragmenty. Ciernie wykorzystywane są również jako spiżarnie, dzierzba może wrócić do tak zmagazynowanego pożywienia w późniejszym terminie.
W Polsce gniazdują obecnie dwa gatunki dzierzb: gąsiorek i srokosz, a do niedawna dzierzba czarnoczelna oraz dzierzba rudogłowa, które teraz są tylko gatunkami zalatującymi. Poza tym w Polsce zostały stwierdzone także po jednym razie dzierzba pustynna (w 2008 roku), dzierzba rdzawosterna (w 1999 roku) i srokosz północny(w 2021 roku).

## Systematyka
Rodzaj zdefiniował w 1758 roku szwedzki przyrodnik Karol Linneusz w 10. edycji publikacji swojego autorstwa Systema Naturae. Linnaeus wymienił dziesięć gatunków, nie wskazując gatunku typowego. W ramach późniejszego oznaczenia w 1825 roku angielski zoolog William Swainson na typ nomenklatoryczny wyznaczył srokosza (L. excubitor).

### Etymologia
- Lanius (Larius): łac. lanius „rzeźnik”, od laniare „rozerwać na kawałki”[36].
- Enneoctonus (Ennectiornis, Enneoctornis): gr. εννεα ennea „dziewięć”; κτονος ktonos „morderca”, od κτεινω kteinō „zabić”; na obszarach wiejskich w Niemczech srokosz był tradycyjnie znany jako niem. Neuntöter „dziewięć zabójstw”, ponieważ uważano, że nie spocznie, dopóki codziennie nie zabije dziewięciu ptaków[37]. Gatunek typowy: Lanius collurio Linnaeus, 1758.
- Phoneus: gr. φονευς phoneus „morderca”, od φονευω phoneuō „mordować”[38]. Gatunek typowy: Lanius rufus[l] J.F. Gmelin, 1788 (= Lanius senator Linnaeus, 1758).
- Collurio (Colluris): gr. κολλυριων kolluriōn „ptak wielkości drozda” wspomniany przez Arystotelesa i Hezychiusza, dalej nie zidentyfikowany, ale w naukach ornitologicznych utożsamiany z dzierzbą[39]. Gatunek typowy: Lanius collurio Linnaeus, 1758 (Kaup); Lanius excubitor Linnaeus, 1758 (Vigors); Lanius schach Linnaeus, 1758 (Bonaparte).
- Corvinella: zdrobnienie epitetu gatunkowego Lanius corvinus Shaw, 1809[40]. Gatunek typowy: Lanius corvinus Shaw, 1809.
- Creurgus (Cicurgus): gr. κρεουργος kreourgos „rzeźnik”[41]. Gatunek typowy:
- Basanistes: gr. βασανιστης basanistēs „oprawca, kat”, od βασανιζω basanizō „torturować”[42]. Gatunek typowy: Basanistes cissoides M.H.C. Lichtenstein, 1842 (= Lanius melanoleucus Jardine, 1831).
- Urolestes (Urolectes): gr. ουρα oura „ogon”; λῃστης lēistēs „złodziej” (tj. dzierzba), od λῃστευω lēisteuō „kraść”[43]. Gatunek typowy: Lanius melanoleucus Jardine, 1831.
- Leucometopon: epitet gatunkowy Lanius leucometopon von der Mühle, 1844; gr. λευκομετωπος leukometōpos „z białym czołem”, od λευκος leukos „biały”; μετωπον metōpon „czoło”, od μετα meta „pomiędzy”; ωψ ōps, ωπος ōpos „oko”[44]. Gatunek typowy: Lanius leucometopon von der Mühle, 1844 (= Lanius nubicus M.H.C. Lichtenstein, 1823).
- Fiscus: epitet gatunkowy Lanius fiscus Cabanis, 1851; łac. fiscus „podatki, dochody publiczne”[45]. Gatunek typowy: Lanius fiscus Cabanis, 1850 (= Lanius humeralis Stanley, 1814).
- Otomela: gr. ους ous, ωτος ōtos „ucho”; μελας melas, μελανος melanos „czarny”[46]. Gatunek typowy: Lanius cristatus Linnaeus, 1758.
- Cephalophoneus: gr. κεφαλη kephalē „głowa”; rodzaj Phoneus Kaup, 1829 (dzierzba)[47]. Gatunek typowy: Lanius bucephalus Temminck & Schlegel, 1845.
- Caudolanius: łac. cauda „ogon”; rodzaj Lanius Linnaeus, 1758 (dzierzba)[48]. Gatunek typowy: Collurio erythronotus Vigors, 1831.
- Lanioides: rodzaj Lanius Linnaeus, 1758 (dzierzba); gr. -οιδης -oidēs „przypominający”[49]. Gatunek typowy: Lanius minor J.F. Gmelin, 1788.
- Neolanius: gr. νεος neos „nowy”; rodzaj Lanius Linnaeus, 1758 (dzierzba)[50]. Gatunek typowy: Lanius excubitorius Prévost & des Murs, 1847 (= Lanius excubitoroides Prévost & des Murs, 1847).
- Neofiscus: gr. νεος neos „nowy”; rodzaj Fiscus Bonaparte, 1853 (dzierzba)[51]. Gatunek typowy: Lanius caudatus[m] Cabanis, 1868  (= Lanius cabanisi E. Hartert, 1906).

### Podział systematyczny
Do rodziny należy jeden rodzaj Lanius wraz z następującymi gatunkami:

- Lanius nubicus M.H.C. Lichtenstein, 1823 – dzierzba białoczelna
- Lanius corvinus Shaw, 1809 – dzierzba kreskowana
- Lanius melanoleucus Jardine, 1831 – dzierzba srokata
- Lanius excubitoroides Prévost & Des Murs, 1847 – dzierzba srokoszowata
- Lanius cabanisi E. Hartert, 1906 – dzierzba sawannowa
- Lanius senator Linnaeus, 1758 – dzierzba rudogłowa
- Lanius minor J.F. Gmelin, 1788 – dzierzba czarnoczelna
- Lanius gubernator Hartlaub, 1882 – dzierzba rdzawa
- Lanius mackinnoni Sharpe, 1891 – dzierzba białoskrzydła
- Lanius newtoni Bocage, 1891 – dzierzba zatokowa
- Lanius humeralis Stanley, 1814 – dzierzba epoletowa
- Lanius souzae Bocage, 1878 – dzierzba rdzawogrzbieta
- Lanius collaris Linnaeus, 1766 – dzierzba białobarkowa
- Lanius tigrinus Drapiez, 1828 – dzierzba tygrysia
- Lanius vittatus Valenciennes, 1826 – dzierzba maskowa
- Lanius collurioides Lesson, 1832 – dzierzba birmańska
- Lanius isabellinus Hemprich & Ehrenberg, 1833 – dzierzba pustynna
- Lanius collurio Linnaeus, 1758 – gąsiorek
- Lanius phoenicuroides (Schalow, 1875) – dzierzba rdzawosterna
- Lanius schach Linnaeus, 1758 – dzierzba zmienna
- Lanius cristatus Linnaeus, 1758 – dzierzba brązowa
- Lanius tephronotus (Vigors, 1831) – dzierzba szarogrzbieta
- Lanius bucephalus Temminck & Schlegel, 1845 – dzierzba wschodnia
- Lanius validirostris Ogilvie-Grant, 1894 – dzierzba rdzawoboczna
- Lanius dorsalis Cabanis, 1878 – dzierzba żałobna
- Lanius excubitor Linnaeus, 1758 – srokosz
- Lanius somalicus Hartlaub, 1859 – dzierzba białorzytna
- Lanius ludovicianus Linnaeus, 1766 – dzierzba siwa
- Lanius sphenocercus Cabanis, 1873 – dzierzba klinosterna
- Lanius giganteus Przevalski, 1887 – dzierzba wielka
- Lanius borealis Vieillot, 1808 – srokosz północny
- Lanius meridionalis Temminck, 1820 – dzierzba śródziemnomorska

Wcześniej do tej rodziny zaliczano (w randze podrodzin) czołoczuby (Prionopidae), dzierzbiki (Malaconotidae) i gołogłowy (Pityriaseidae), a także dzierzbokosa, który przeniesiony został do rodziny krępaczków.